# Castillo de Villamalefa
Castillo de Villamalefa ist eine Gemeinde (Municipio) mit 113 Einwohnern (Stand: 2024) in der Provinz Castellón in der spanischen autonomomen Region Valencia. 

## Geographie
Castillo de Villamalefa liegt etwa 40 Kilometer westnordwestlich der Provinzhauptstadt Castellón de la Plana und etwa 70 Kilometer nördlich von Valencia im Bezirk Alto Mijares in einer Höhe von ca. 810 m.

## Sehenswürdigkeiten
- Burgruine von Villamalefa
- Peterskirche
- Johannes-der-Täufer-Kapelle
- Kalvarienkapelle

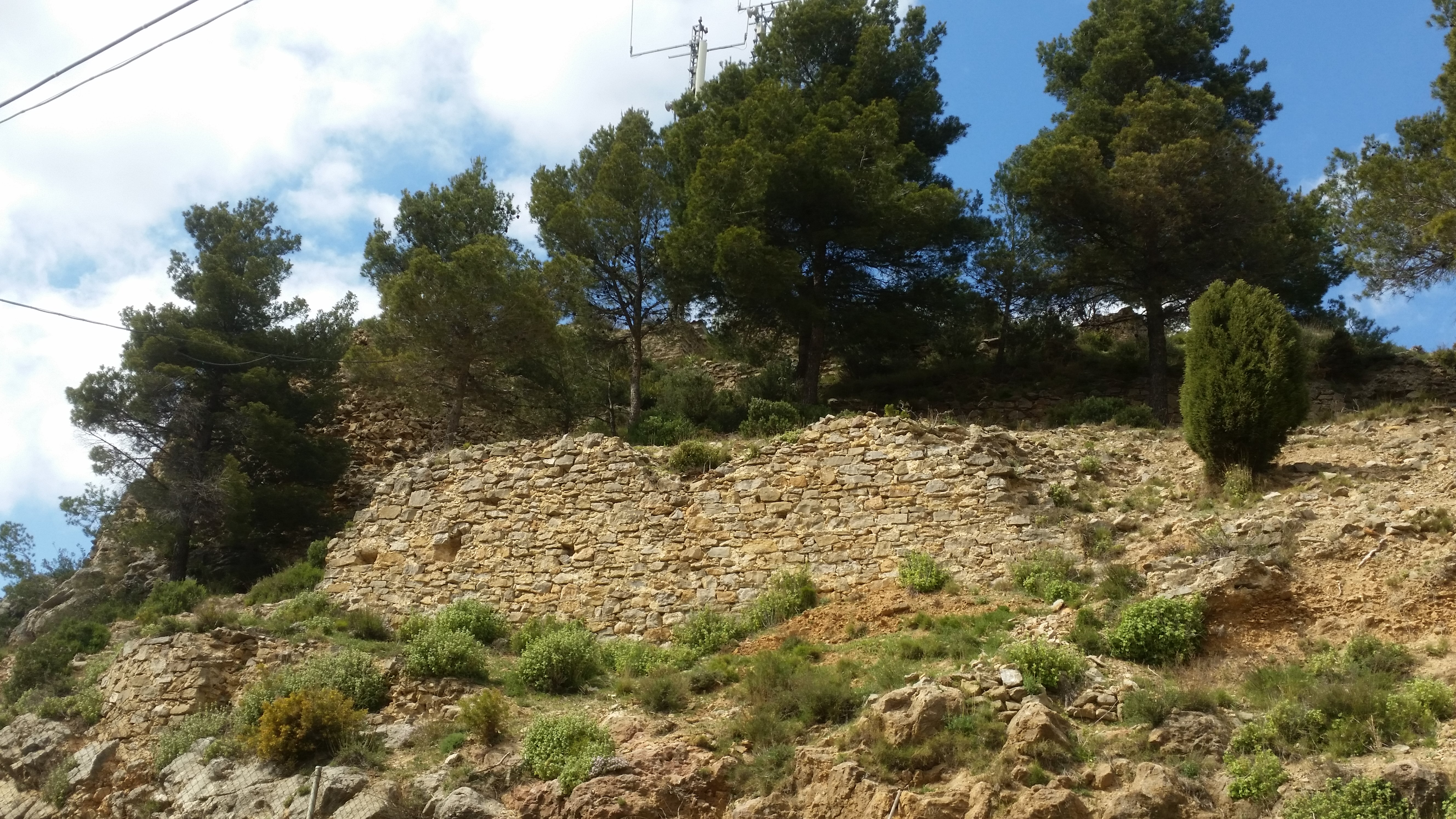
Burgruine
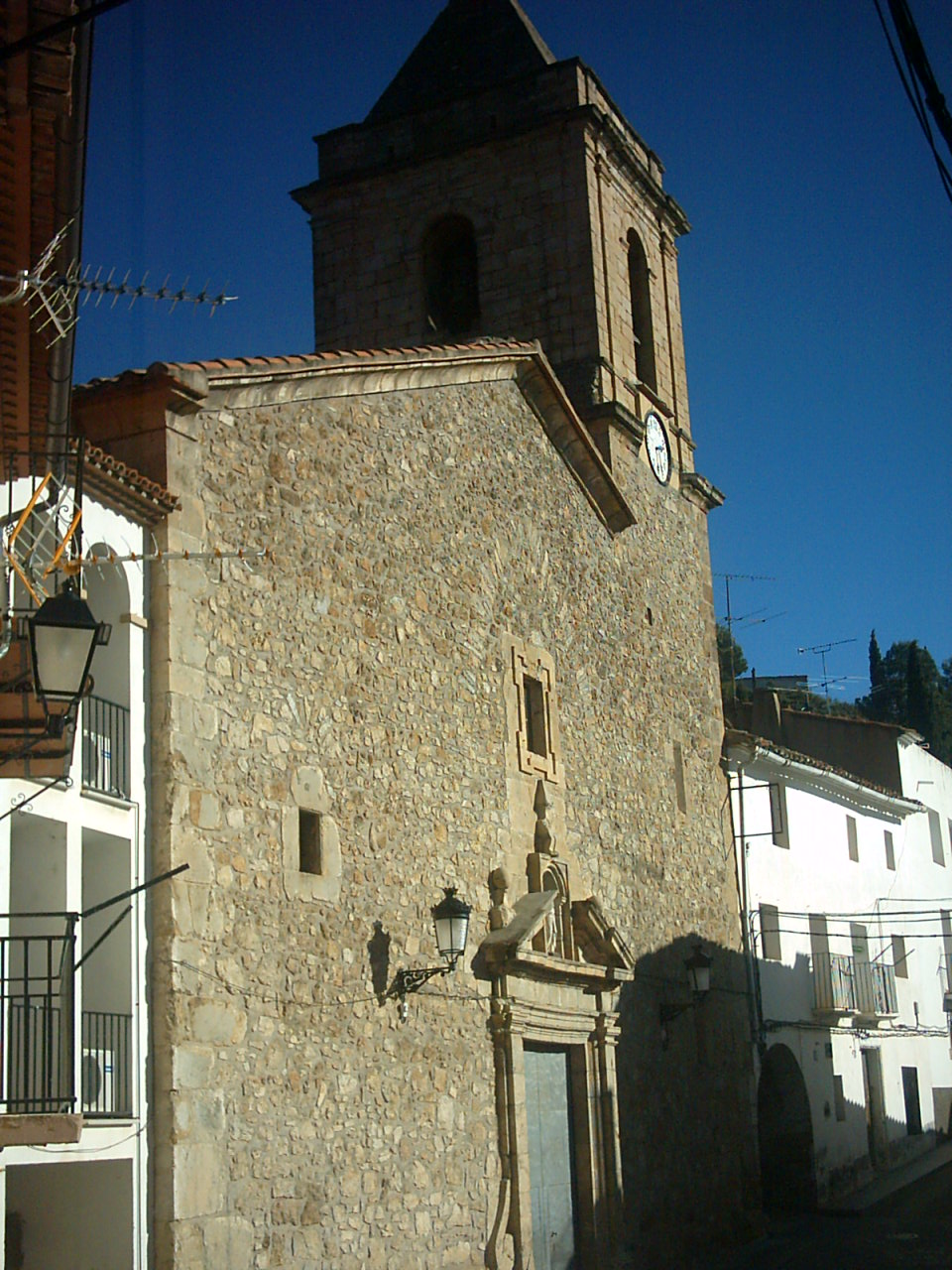
Peterskirche
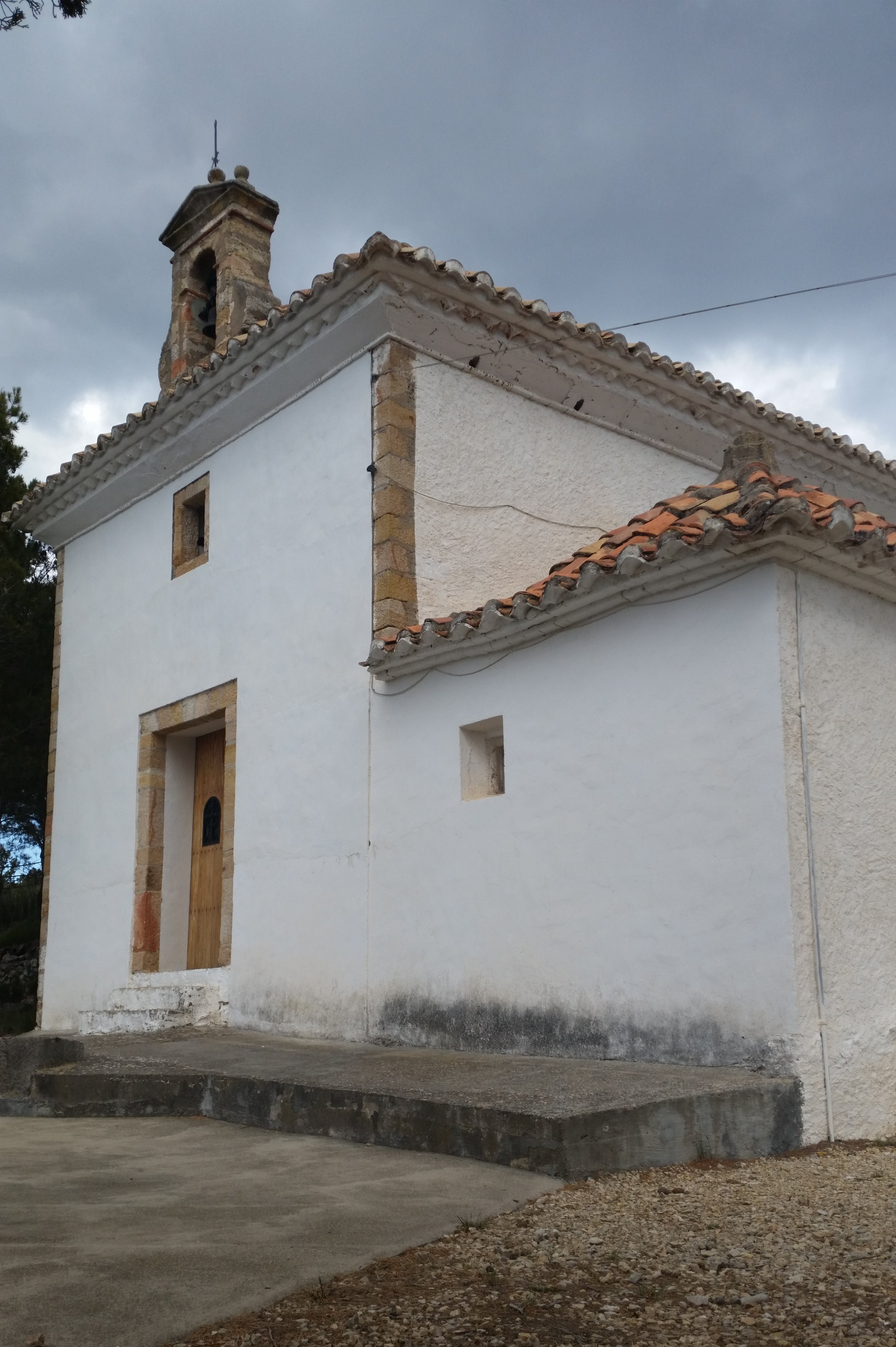
Kalvarienkapelle
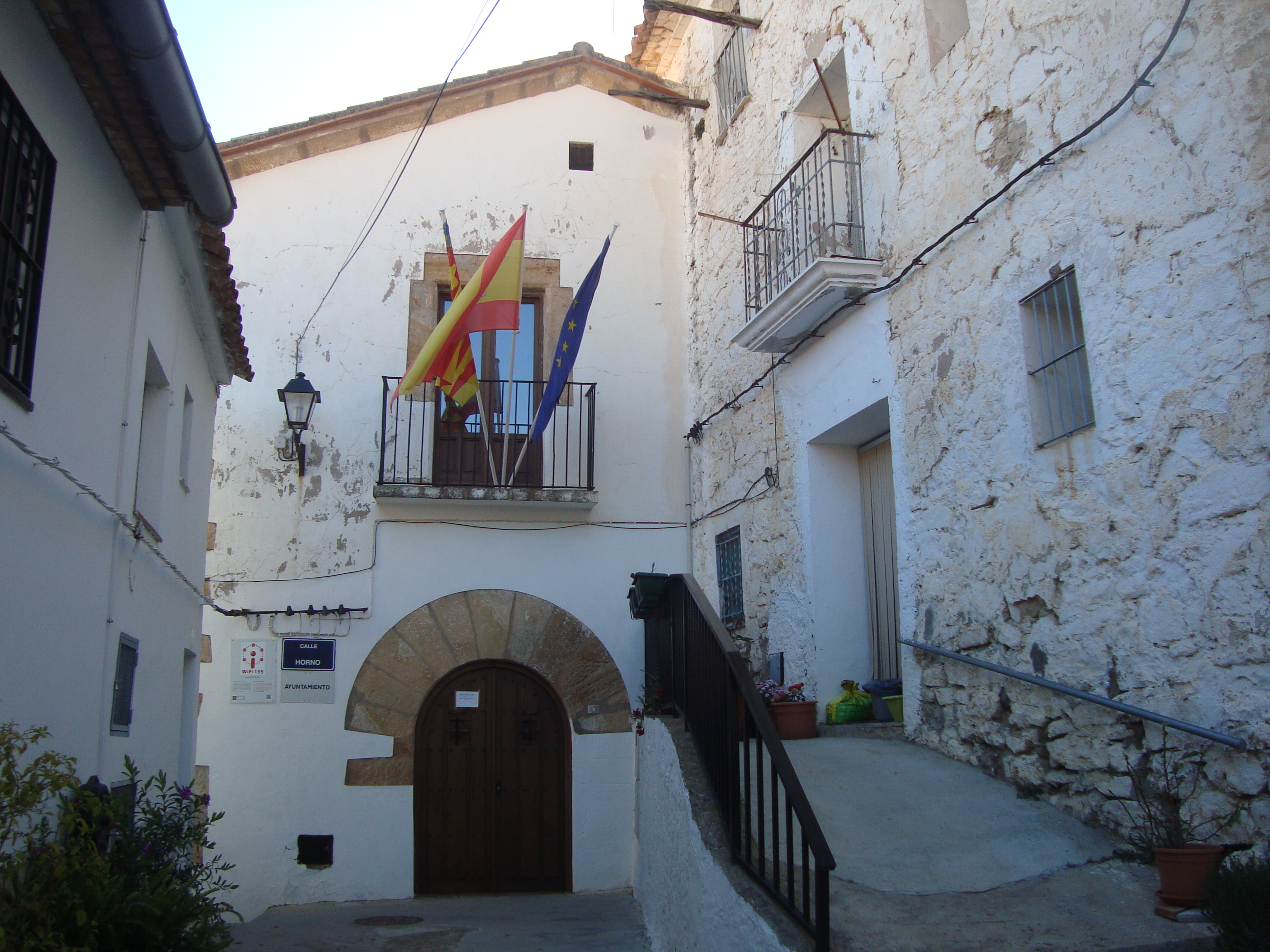
Rathaus